# Liste des gares de Rhône-Alpes

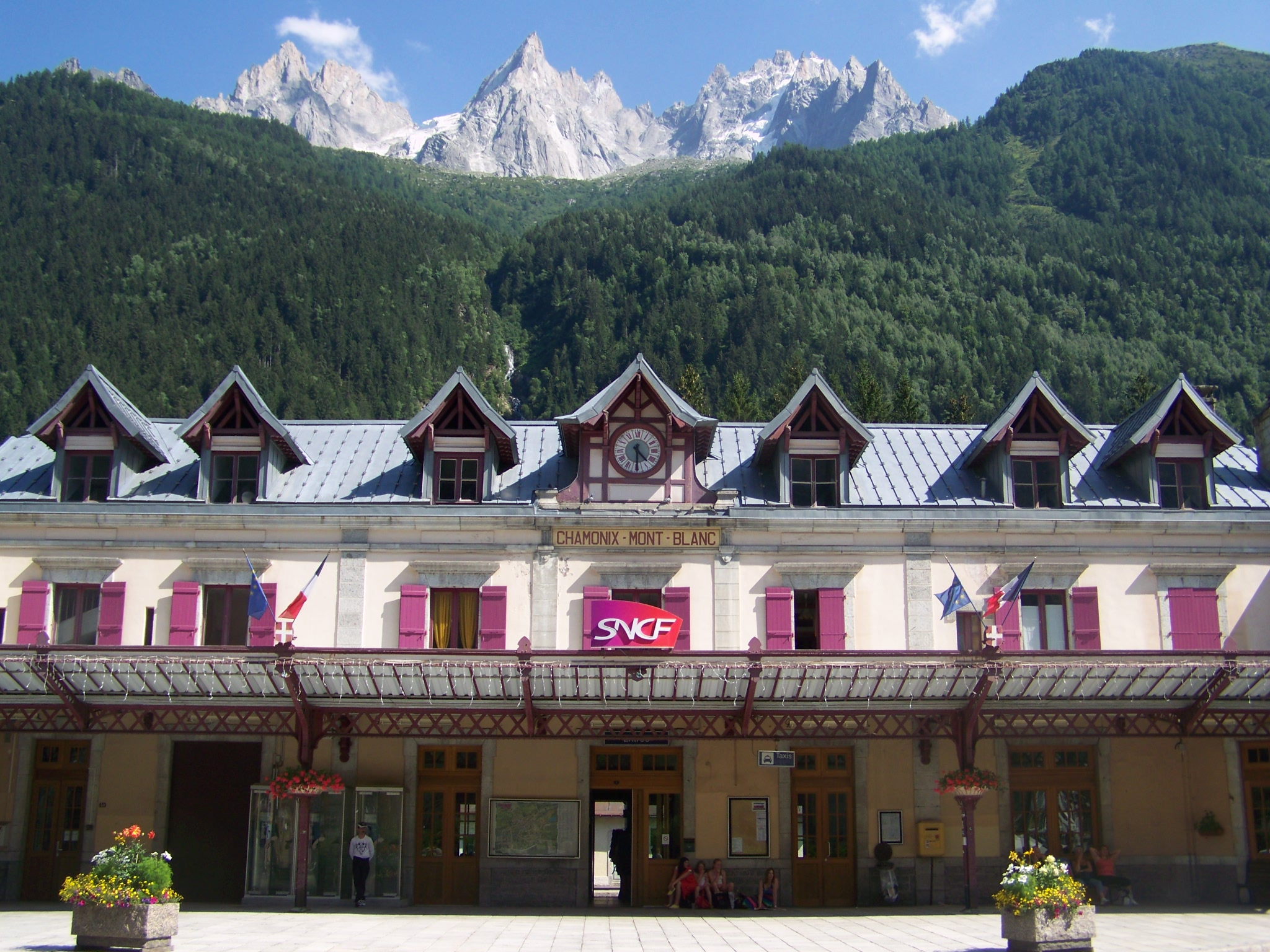
La gare de Chamonix-Mont-Blanc.

La liste des gares de Rhône-Alpes, est une liste des gares ferroviaires, haltes ou arrêts, situées en région Rhône-Alpes. 
Liste exhaustive pour les gares ouvertes au service des voyageurs, et limitée à celles ayant un article pour les gares fermées.

## Gares ferroviaires des lignes du réseau national

### Gares ouvertes au trafic voyageurs
Liste des gares voyageurs de la Société nationale des chemins de fer français (SNCF) et du réseau TER Rhône-Alpes.
- Gare d'Aiguebelette-le-Lac
- Gare d'Aiguebelle
- Gare d'Aime-La Plagne
- Gare d'Aix-les-Bains-Le Revard
- Gare d'Alaï
- Gare d'Albens
- Gare d'Albertville
- Gare d'Albigny-Neuville
- Gare d'Ambérieu-en-Bugey
- Gare d'Ambilly
- Gare d'Ambronay-Priay
- Gare d'Amplepuis
- Gare d'Andrézieux
- Gare d'Annecy
- Gare d'Annemasse
- Gare d'Anse
- Gare d'Argentière
- Gare de Balbigny
- Gare de Bellegarde-sur-Valserine
- Gare de Belleville-sur-Saône
- Gare de Bellignat
- Gare de Beynost
- Gare de Boën
- Gare du Bois-d'Oingt - Légny
- Gare de Bonneville
- Gare de Bons-en-Chablais
- Gare de Bonson
- Gare de Bourg-en-Bresse
- Gare de Bourgoin-Jallieu
- Gare de Bourg-Saint-Maurice
- Gare de Bouthéon
- Gare de Brignais
- Gare de Brignoud
- Gare de Brion - Montréal-la-Cluse
- Gare de Casino-Lacroix-Laval
- Gare de Cessieu
- Gare de Ceyzériat
- Gare de Châbons
- Gare de Chambéry-Challes-les-Eaux
- Gare de Chamelet
- Gare de Chamonix-Aiguille-du-Midi
- Gare de Chamonix-Mont-Blanc
- Gare de Chamousset
- Gare de Chaponost
- Gare de Charbonnières-les-Bains
- Gare de Chasse-sur-Rhône
- Gare de Châtillon-d'Azergues
- Gare de Chazay - Marcilly
- Gare de Chedde
- Gare de Chessy
- Gare de Chindrieux
- Gare de Civrieux-d'Azergues
- Gare de Cize-Bolozon
- Gare de Clelles-Mens
- Gare de Cluses
- Gare de Collonges-Fontaines
- Gare de Couzon-au-Mont-d'Or
- Gare de Crépieux-la-Pape
- Gare de Crest
- Gare de Culoz
- Gare de Dardilly-le-Jubin
- Gare de Dardilly-les-Mouilles
- Gare de Die
- Gare de Dommartin - Lissieu
- Gare de Donzère
- Gare d'Échirolles
- Gare d'Écully-la-Demi-Lune
- Gare d'Épierre-Saint-Léger
- Gare d'Estressin
- Gare d'Évian-les-Bains
- Gare de Feurs
- Gare de Feyzin
- Gare de Firminy
- Gare de Fleurieux-sur-l'Arbresle
- Gare de Fraisses-Unieux
- Gare de Francheville
- Gare de Frontenex
- Gare de Givors-Canal
- Gare de Givors-Ville
- Gare de Goncelin
- Gare de Grenoble
- Gare de Grenoble-Universités-Gières
- Gare de Grésy-sur-Aix
- Gare de Grésy-sur-Isère
- Gare de Grigny-le-Sablon
- Gare de Groisy - Thorens - la-Caille
- Gare de Jarrie-Vizille
- Gare de La Fouillouse
- Gare de La Joux
- Gare de La Ricamarie
- Gare de La Roche-sur-Foron
- Gare de La Tour-de-Salvagny
- Gare de La Tour-du-Pin
- Gare de La-Valbonne
- Gare de La Verpillière
- Gare de Lamure-sur-Azergues
- Gare de Lancey
- Gare de Landry
- Gare de l'Arbresle
- Gare du Buet
- Gare du Chambon-Feugerolles
- Gare du Coteau
- Gare du Grand-Lemps
- Gare du Méridien
- Gare du Péage-de-Roussillon
- Gare de Lentilly
- Gare de Lentilly - Charpenay
- Gare de Lépin-le-Lac-La Bauche
- Gare des Abrets - Fitilieu
- Gare des Bossons
- Gare des Échets
- Gare des Flachères
- Gare des Houches
- Gare des Moussoux
- Gare des Pélerins
- Gare des Praz-de-Chamonix
- Gare des Tines
- Gare de L'Isle-d'Abeau
- Gare de Livron
- Gare de Loriol
- Gare de Lozanne
- Gare de Luc-en-Diois
- Gare de Lus-la-Croix-Haute
- Gare de Lyon-Gorge-de-Loup
- Gare de Lyon-Jean Macé
- Gare de Lyon-Part-Dieu
- Gare de Lyon-Perrache
- Gare de Lyon-Saint-Exupéry TGV
- Gare de Lyon-Saint-Paul
- Gare de Lyon-Vaise
- Gare de Machilly
- Gare de Magland
- Gare de Marignier
- Gare de Marlieux - Châtillon
- Gare de Meximieux-Pérouges
- Gare de Mézériat
- Gare de Mionnay
- Gare de Miribel
- Gare de Modane
- Gare de Moirans
- Gare de Moirans-Galifette
- Gare de Monestier-de-Clermont
- Gare de Montbrison
- Gare de Montélimar
- Gare de Montluel
- Gare de Montmélian
- Gare de Montroc-le-Planet
- Gare de Montrond-les-Bains
- Gare de Moûtiers-Salins-Brides-les-Bains
- Gare de Noirétable
- Gare de Notre-Dame-de-Briançon
- Gare de Nurieux-Volognat
- Gare d'Oullins
- Gare d'Oyonnax
- Gare de Perrignier
- Gare de Pierre-Bénite
- Gare de Pierrelatte
- Gare de Poliénas
- Gare de Polliat
- Gare de Pontcharra - Saint-Forgeux
- Gare de Pontcharra-sur-Bréda - Allevard
- Gare de Pont-d'Ain
- Gare de Pont-de-Beauvoisin
- Gare de Pont-de-Claix
- Gare de Pont-de-Veyle
- Gare de Pougny-Chancy
- Gare de Pringy
- Gare de Quincieux
- Gare de Réaumont-Saint-Cassien
- Gare de Régny
- Gare de Reignier
- Gare de Rive-de-Gier
- Gare de Rives
- Gare de Roanne
- Gare de Romans-Bourg-de-Péage
- Gare de Rumilly
- Gare de Saillans
- Gare de Sain-Bel
- Gare de Sallanches-Combloux-Megève
- Gare de Sathonay-Rillieux
- Gare de Sérézin
- Gare de Servas - Lent
- Gare de Servoz
- Gare de Seyssel - Corbonod
- Gare de Simandre-sur-Suran
- Gare de Saint-André-de-Corcy
- Gare de Saint-André-le-Gaz
- Gare de Saint-Avre-La Chambre
- Gare de Saint-Béron - La Bridoire
- Gare de Saint-Chamond
- Gare de Saint-Clair-Les Roches
- Gare de Saint-Égrève-Saint-Robert
- Gare de Saint-Étienne-Bellevue
- Gare de Saint-Étienne-Carnot
- Gare de Saint-Étienne-Châteaucreux
- Gare de Saint-Étienne-La Terrasse
- Gare de Saint-Étienne-Le Clapier
- Gare de Saint-Fons
- Gare de Saint-Georges-de-Commiers
- Gare de Saint-Georges-de-Reneins
- Gare de Saint-Germain-au-Mont-d'Or
- Gare de Saint-Gervais-les-Bains-Le Fayet
- Gare de Saint-Hilaire-Saint-Nazaire
- Gare de Saint-Jean de Maurienne - Vallée de l'Arvan
- Gare de Saint-Jodard
- Gare de Saint-Julien-en-Genevois
- Gare de Saint-Marcel-en-Dombes
- Gare de Saint-Marcellin (Isère)
- Gare de Saint-Martin-du-Mont
- Gare de Saint-Maurice-de-Beynost
- Gare de Saint-Michel-Valloire
- Gare de Saint-Paul-de-Varax
- Gare de Saint-Pierre d'Albigny
- Gare de Saint-Pierre-en-Faucigny
- Gare de Saint-Priest
- Gare de Saint-Quentin-Fallavier
- Gare de Saint-Rambert-d'Albon
- Gare de Saint-Rambert-en-Bugey
- Gare de Saint-Romain-de-Popey
- Gare de Saint-Romain-le-Puy
- Gare de Saint-Vallier-sur-Rhône
- Gare de Saint-Victor - Thizy
- Gare de Sury-le-Comtal
- Gare de Taconnaz
- Gare de Tain-l'Hermitage - Tournon
- Gare de Tarare
- Gare de Tassin
- Gare de Tenay-Hauteville
- Gare de Ternand
- Gare de Thonon-les-Bains
- Gare de Tullins-Fures
- Gare de Valence-Ville
- Gare de Valence TGV
- Gare de Valleiry
- Gare de Vallorcine
- Gare de Vaudagne
- Gare de Veauche - Saint-Galmier
- Gare de Vénissieux
- Gare de Vernaison
- Gare du Viaduc-Sainte-Marie
- Gare de Vienne
- Gare de Vif
- Gare de Villars-les-Dombes
- Gare de Villefranche-sur-Saône
- Gare de Villereversure
- Gare de Vinay
- Gare de Vions-Chanaz
- Gare de Virieu-le-Grand-Belley
- Gare de Virieu-sur-Bourbre
- Gare de Viviers-du-Lac
- Gare de Voiron
- Gare de Vonnas
- Gare de Voreppe

### Gares fermées au trafic voyageurs mais ouvertes au trafic des marchandises
- Gare de Chandieu - Toussieu
- Gare d'Ugine

### Gares fermées
- Gare d'Albigny
- Gare d'Andancette
- Gare d'Aubenas
- Gare des Bains-d’Évian
- Gare de Balme-Arâches
- Gare de Beaurières (Infrastructure)
- Gare de Belley
- Gare du Bourbonnais
- Gare de Bourg-Saint-Andéol
- Gare de Châteauneuf-du-Rhône
- Gare de Châtillon-en-Michaille
- Gare de Divonne-les-Bains
- Gare d'Étoile-sur-Rhône
- Gare de Fontaines-sur-Saône
- Gare de Fort-l'Écluse-Collonges
- Gare de La Boisse
- Gare de La Cluse
- Gare de La Coucourde - Condillac
- Gare de La Vavrette-Tossiat
- Gare de Leyment
- Gare de Longeray-Léaz
- Gare de Lyon-Brotteaux
- Gare de Lyon-Croix-Rousse
- Gare de Lyon-Est
- Gare de Lyon-Saint-Clair
- Gare de Neuville-sur-Saône
- Gare de Neyron
- Gare d'Oëx
- Gare de Petit-Cœur-La Léchère-les-Bains
- Gare de Pressins
- Gare de Pugieu
- Gare de Quincieux - Trévoux
- Gare de Rossillon
- Gare de Saint-Cassin-la-Cascade
- Gare de Saint-Cergues-Les Voirons
- Gare de Saint-Jean-sur-Veyle
- Gare de Saint-Martin-Bellevue
- Gare de Saint-Romain-au-Mont-d'Or
- Gare de Saulce
- Gare de Villeurbanne